# 燒餅

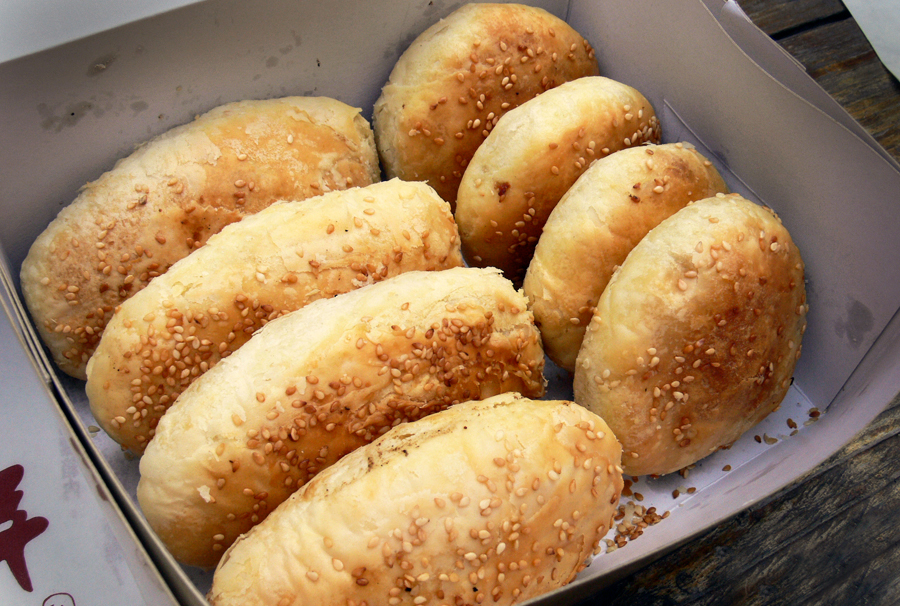
燒餅

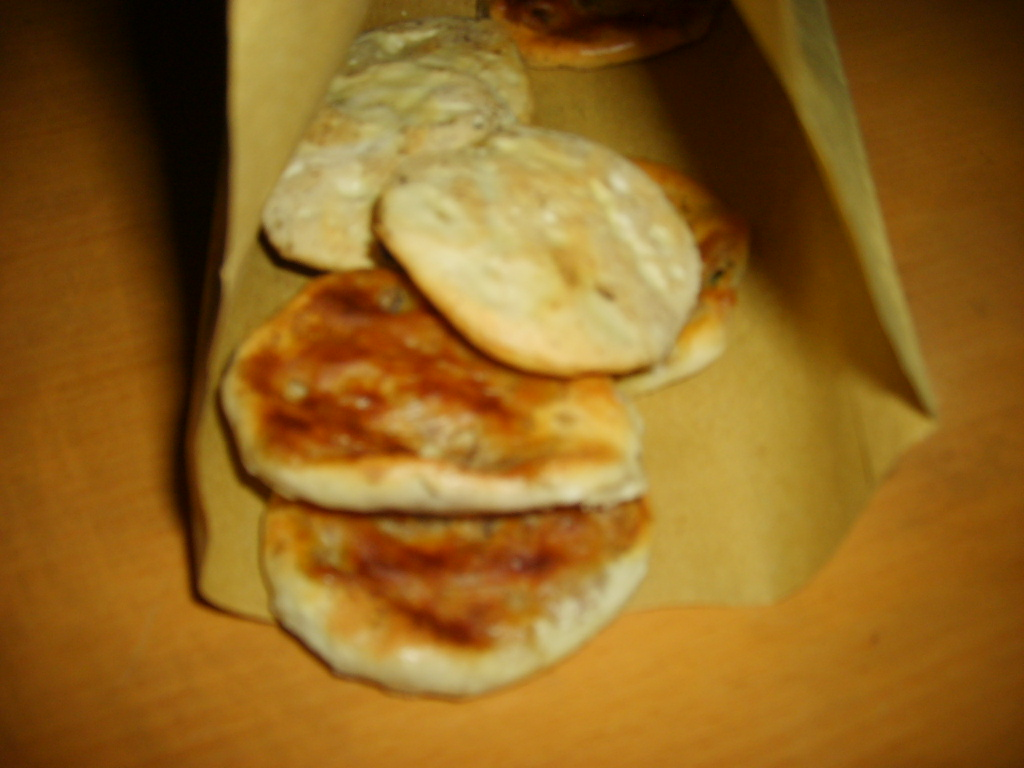
黄桥烧饼

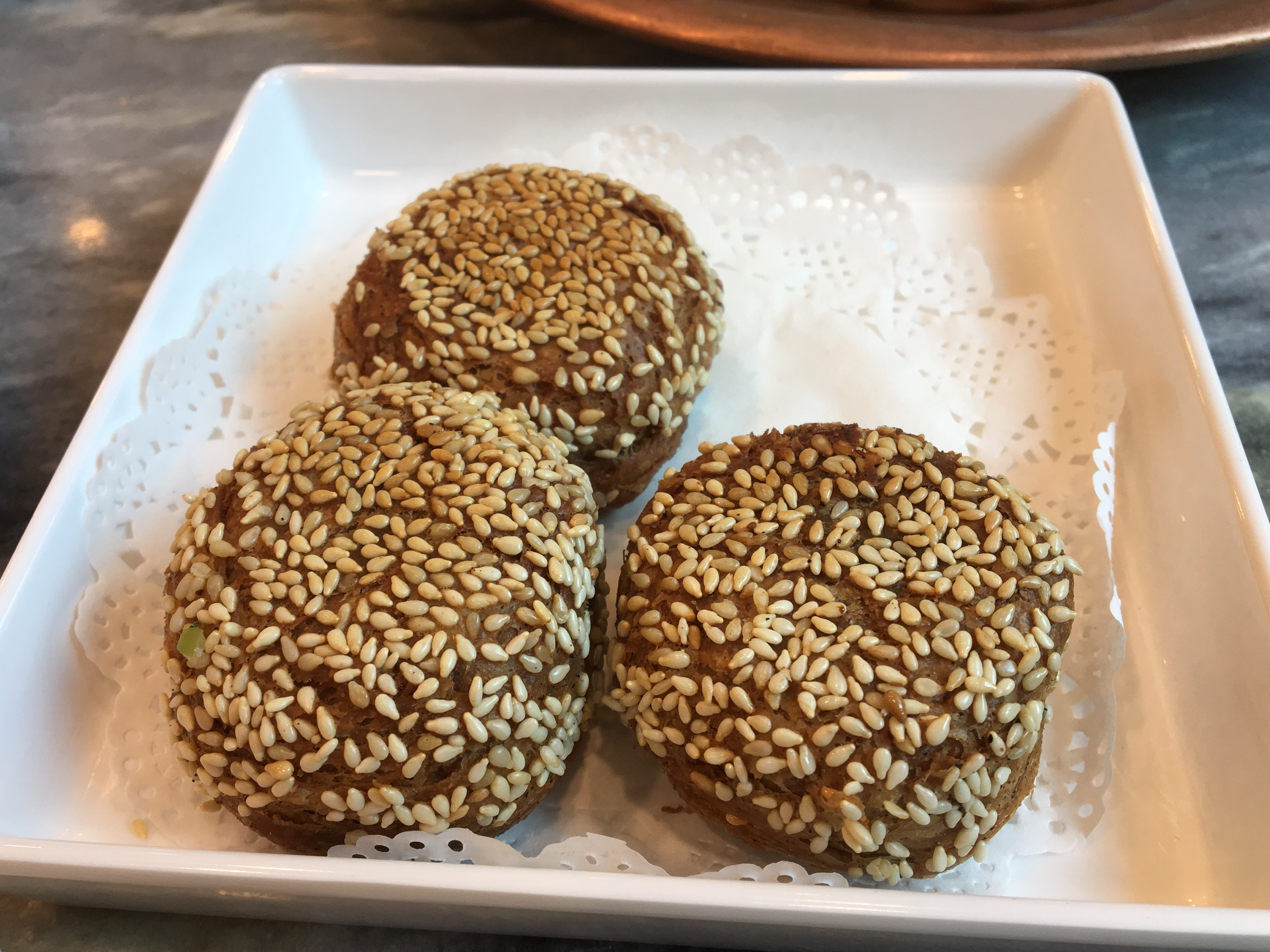
北京的芝麻烧饼

油酥烧饼（或稱烧饼）亞洲各地常見的传统小吃。主要原料为面粉、鸭油、芝麻、葱油、盐、酱油。以发酵面团揉入油酥擀製成饼後撒上芝麻，成形後放入烤炉烤製而成（所用的烤炉為開口朝上大型泥烧烧饼炉子），其中还可包入鹹或甜的馅料。烧饼在不同地方也有不一样的名称，比如在江浙一带被称为“麻糕”。

## 名稱來由
“烧饼”一词始見於《齐民要术》，而今日之烧饼，当时称为髓饼。

## 歷史
相传是东汉时班超自西域带入，原称“胡饼”，後因石勒忌“胡”字而改称“麻饼”，也称为禄饼，唐朝时已盛行于长安；日本高僧圆仁记载“开成六年正月六日，立春，命赐胡饼寺粥。时行胡饼，俗家皆然”。

## 種類
今日著名的烧饼有：黄桥烧饼、周村烧饼、缙云烧饼、蟹壳黄等。各地常見把蔥蛋、火腿、肉片、玉米等加入燒餅內餡，使其種類更加多樣化。